# Апостольская префектура Лисяня
Апостольская префектура Лисяня (лат. Praefectura Apostolica Lichovensis) — апостольская префектура Римско-Католической церкви с центром в городе Лисянь, Китай. Апостольская префектура Лисяня распространяет свою юрисдикцию на часть территории провинции Хунань. Апостольская префектура Лисяня подчиняется непосредственно Святому Престолу.

## История
6 мая 1931 года Римский папа Пий XI издал бреве Cum anno quintodecimo, которой учредил апостольскую префектуру Лисяня, выделив её из апостольского викариата Чандэ (сегодня — Епархия Чандэ).

## Ординарии апостольской префектуры
- Hipólito Martínez y Martínez (16.01.1932 — 03.12.1962);
  - Sede vacante — c 1963 года по настоящее время.

## Источник
- Annuario Pontificio, Libreria Editrice Vaticana, Città del Vaticano, 2003, ISBN 88-209-7422-3
- Бреве Cum anno quintodecimo, AAS 24 (1932), стр. 46  (лат.)